# Chilly (Ardenne)
Chilly è un comune francese di 133 abitanti situato nel dipartimento delle Ardenne nella regione del Grand Est.

## Società

### Evoluzione demografica
Abitanti censiti